# Nerf méningé moyen
Le nerf méningé moyen (ou rameau méningé du nerf maxillaire ou rameau méningien moyen) est une branche du nerf maxillaire qui nait juste après son origine dans le ganglion trijumeau et avant sa sortie du crâne par le foramen rond.
Il accompagne l'artère et la veine méningées moyennes lorsque les vaisseaux pénètrent dans le crâne par le foramen épineux. Il innerve la dure-mère.

## Galerie

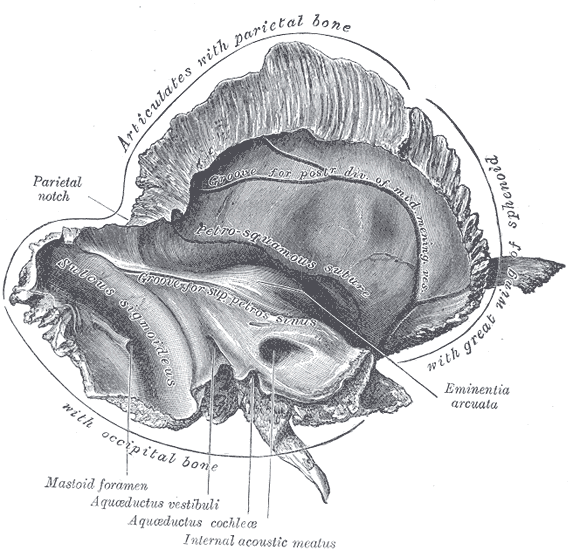
Os temporal gauche. Surface intérieure.